# Mbelekese
Mbelekese ist ein Verwaltungsbezirk (englisch Ward) des Distrikts Iramba in der tansanischen Region Singida.

## Geografie
Mbelekese ist ein Bezirk im nördlichen Zentralteil von Tansania etwa 40 Kilometer Luftlinie nordwestlich der Regionshauptstadt Singida. Er liegt auf einer flachen Hochebene mit vereinzelten Hügeln, es regnet jährlich 500 bis 850 Millimeter. Der Bezirk grenzt im Norden an Kyengege und Maluga, im Osten an Tumuli und Kaselya, im Süden an Ndulungu und im Westen an Ndago. Bei der Volkszählung 2022 lebten 17.564 Menschen in 3142 Haushalten auf einer Fläche von 223 Quadratkilometern.

## Bevölkerungswachstum
| Jahr | Einwohner |
| ---- | --------- |
| 2002 | 10.241    |
| 2012 | 12.678    |
| 2022 | 17.564    |

## Gliederung
Der Bezirk besteht aus vier Gemeinden (swahili Mtaa) mit 25 Orten (Kitongoji):
| Mbelekese - Mpuli - Mbuyuni - C. C. M - Mbelekese - Mpambaa | Kikonge - Mwasintao - Mabanda - Nkulusi - Mumuno A - Mumuno B - Iloelya - Mpambaa - Igora - Mtakuja | Usure - Malango - Mapinduzi - Muungano - Azimio - Mpuli B | Misuna - Madukani - Kilambazi - Isenenkwa - Masunkune - Mpambaa - Mtakuja |

## Infrastruktur
- Bildung: Die Mbelekese Secondary School ist eine staatliche weiterführende Schule, die rund 200 Mädchen und Burschen bis zur 4. Stufe ausbildet.[9]
- Gesundheit: In jeder der vier Gemeinden Mbelekese, Kikonge, Usure und Misuna befindet sich eine staatliche Apotheke.[10][11][12][13]
- Telekommunikation: Im Jahr 2025 wurde im Bezirk ein neuer Telekommunikations-Sendemast errichtet. Es ist einer von 148 neuen Masten der Zentralregion, die aus den Regionen Dodoma, Singida, Iringa, Tabora und Kigoma besteht.[14]